# Sound Park Sunday
Sound Park Sunday（サウンドパーク・サンデー）は、東海ラジオで2021年10月24日から放送開始のラジオの音楽番組。

## 概要
番組開始当初（2021年度）は、日曜日の午後の3時間にわたって、リスナーに対して、「ポップス、ソウル、ジャズ、J-POP」など、幅広い選曲で、届ける嗜好だった。
2022年10月改編では「オトナが楽しめる良質な楽曲」を様々なシチュエーションで楽しむ音楽番組に一新される。2021年度とは異なり、東海テレビアナウンサーが毎月第3週に担当する。
なお、中京競馬場で開催されるG1レース（チャンピオンズカップ・高松宮記念）の当日には、本番組内にレース実況を挿入する。この実況は文化放送・ラジオ大阪へも同時ネットされる。
また、2023年ナイターシーズンにおいても、当日のプロ野球中継がナイトゲームとなる場合に臨時で放送された。2024年ナイターシーズンは同様の場合、当該時間帯を特別番組枠（例として7月28日に放送された『Music Travel Day SPECIAL』。SHOKOはこちらも担当）とするが、本番組の特別版を放送することもあった。

## 放送期間
- 2021年度ナイターオフシーズン ： 2021年10月24日 - 2022年3月20日
- 2022年度ナイターオフシーズン ： 2022年10月2日 - 2023年3月26日
- 2023年度ナイターシーズンの臨時放送 ： 2023年5月14日、7月16日・23日・30日、8月20日、9月24日
- 2023年度ナイターオフシーズン ： 2022年10月8日 - 2024年3月24日
- 2024年度ナイターシーズンの臨時放送 ： 2024年8月4日・25日
- 2024年度ナイターオフシーズン ： 2024年10月20日（予定） -

## 放送時間
- 毎週日曜日 14:00-17:00
  - 『ボートレースラジオ実況中継』のため短縮の場合あり。
  - ナイターシーズンの臨時放送については、14:00 - 16:00を基本として適宜調整する。

## DJ

### 2021年度ナイターオフシーズン
- 川本えこ

### 2022年度ナイターオフシーズン
出演者ラインアップ
一か月を周期として、週替わりパーソナリティ制となる。原則として以下のようなラインアップとなる。
- 第1週：東海ラジオ・アナウンサー
- 第2週：SHOKO
- 第3週：東海テレビ・アナウンサー
- 第4週：山口千景
- 第5週：不定（回替わり）

| 2022年度の出演者一覧 | 2022年度の出演者一覧 | 2022年度の出演者一覧 | 2022年度の出演者一覧 | 2022年度の出演者一覧 | 2022年度の出演者一覧 | 2022年度の出演者一覧 |
| 年                   | 月                   | 第1週                | 第2週                | 第3週                | 第4週                | 第5週                |
| -------------------- | -------------------- | -------------------- | -------------------- | -------------------- | -------------------- | -------------------- |
| 2022                 | 10                   | SHOKO / 山口千景     | SHOKO                | 高橋知幸             | 山口千景             | 前野沙織             |
| 2022                 | 11                   | 山崎聡子             | SHOKO                | SHOKO                | 山口千景             | （該当なし）         |
| 2022                 | 12                   | 村上和宏             | SHOKO                | 速水里彩             | 山口千景             | （該当なし）         |
| 2023                 | 1                    | 前野沙織             | SHOKO                | 伊藤大悟             | 山口千景             | 前田輝               |
| 2023                 | 2                    | 源石和輝             | SHOKO                | 国生千代             | 山口千景             | （該当なし）         |
| 2023                 | 3                    | 浦口史帆             | SHOKO                | 山口千景             | SHOKO / 山口千景     | （該当なし）         |

### 2023年度ナイターシーズンの臨時放送
- 5月14日・7月23日・9月24日：SHOKO
- 7月16日・7月30日・8月20日：山口千景

### 2023年度ナイターオフシーズン
- 第1 - 3週：SHOKO
- 第4 - 5週：浦口史帆（東海テレビアナウンサー）

※山口千景は土曜日のナイターオフ番組『Connect929』へ異動。

### 2024年度ナイターシーズンの臨時放送
- 8月4日 - 『Sound Park Sunday Next Generation Special』
  - 中元大介、茉白実歩、稲垣知葉、にしざわひろ（以上の4名が、1名ずつ概ね30分ごとのリレー形式で進行）
- 8月25日 - 『Sound Park Sunday Special』（15:30 - 16:00の30分のみで放送）
  - 薬真寺伽帆

### 2024年度ナイターシーズン
- 第1 - 3週：SHOKO
- 第4 - 5週：伊藤大悟（東海テレビアナウンサー）